# Clarke (Familienname)
Clarke ist ein englischer Familienname.

## Herkunft und Bedeutung
Der Name ist eine Variante von Clark (neuenglisch clerk) und entspricht damit in etwa dem deutschen Namen Schreiber.

## Varianten
- Clark, Clerke

## Namensträger

### A
- A. V. Clarke (Aubrey Vincent Clarke; 1922–1998), britischer Schriftsteller und Herausgeber
- Adam Clarke (1762–1832), britischer methodistischer Theologe
- Adlin Mair-Clarke (1941–2020), jamaikanische Sprinterin und Hürdenläuferin
- Adrian Clarke (* 1956), barbadischer Tennisspieler
- Akel Clarke (* 1988), guyanischer Fußballtorhüter
- Alan Clarke (Psychologe) (1922–2011), britischer Psychologe
- Alan Clarke (Regisseur) (1935–1990), britischer Regisseur
- Alan Clarke (Kulturwissenschaftler) (* um 1941), britischer Schauspieler und Kulturwissenschaftler
- Alan Clarke (Fußballspieler) (* 1962), irischer Fußballspieler
- Alexander Clarke-Ramírez (* 2001), Fußballspieler der Cayman Islands
- Alexander Ross Clarke (1828–1914), britischer Geodät
- Alfie Clarke (* 2007), britischer Schauspieler
- Allan Clarke (Musiker) (eigentlich Harold Allan; * 1942), britischer Rocksänger, Mitgründer von The Hollies
- Allan Clarke (Fußballspieler) (* 1946), englischer Fußballspieler und -trainer
- Allen Clarke (* 1952), englischer Fußballspieler
- Allistar Clarke (* 1990), Sprinter aus St. Kitts und Nevis
- Amya Clarke (* 1999), Sprinterin aus St. Kitts und Nevis
- Andrew Clarke (Kolonialgouverneur, 1793) (1793–1847), britischer Offizier und Kolonialgouverneur von Western Australia
- Andrew Clarke (Kolonialgouverneur, 1824) (1824–1902), britischer Offizier und Kolonialgouverneur der Straits Settlements
- Andrew Clarke (Ingenieur), britischer Eisenbahningenieur
- Andrew Clarke (Politiker) (1868–1940), schottischer Politiker
- Andrew Clarke (Schauspieler) (* 1954), australischer Schauspieler
- Andrew Clarke (Cricketspieler, 1961) (* 1961), englischer Cricketspieler
- Andrew Clarke (Cricketspieler, 1975) (* 1975), englischer Cricketspieler
- Andrew Clarke (Sänger) (Andrew Constantine Clarke), britischer Sänger (Tenor)
- Andrew Clarke (Badminton) (Andrew C. S. Clarke; * um 1980), barbadischer Badmintonspieler
- Andy Clarke (Comiczeichner), britischer Comiczeichner
- Andy Clarke (Fußballspieler) (* 1967), englischer Fußballspieler
- Angela Clarke (Schauspielerin, 1909) (1909–2010), US-amerikanische Schauspielerin
- Angela Clarke (Volleyballspielerin) (* 1975), australische Volleyball- und Beachvolleyballspielerin
- Angela Clarke (Schauspielerin, 1969) (* 1969), englische Schauspielerin
- Anthony Clarke, Baron Clarke of Hampstead (* 1932), englischer Gewerkschafter und Politiker (Labour Party)
- Anthony Clarke, Baron Clarke of Stone-cum-Ebony (* 1943), britischer Jurist und Richter
- Archibald S. Clarke (1788–1821), US-amerikanischer Politiker
- Arthur Clarke, wirklicher Name von Babe Clarke (* um 1930), US-amerikanischer Musiker
- Arthur C. Clarke (1917–2008), britischer Physiker und Schriftsteller
- Augustine Clarke († 1841), US-amerikanischer Politiker, Anwalt und Bankier
- Austin Clarke (Dichter) (1896–1974), nordirischer Dichter
- Austin Clarke (Schriftsteller) (1934–2016), kanadischer Schriftsteller

### B
- Babe Clarke (eigentlich Arthur Clarke; * um 1930), US-amerikanischer Musiker
- Bayard Clarke (1815–1884), US-amerikanischer Politiker
- Ben Clarke (* 1968), englischer Rugby-Union-Spieler
- Beverly L. Clarke (1809–1860), US-amerikanischer Politiker
- Bill Clarke († 2015), britischer Manager und Rudersportfunktionär
- Bob Carlos Clarke (eigentlich Robert C. Clarke; 1950–2006), britischer Fotograf
- Bobby Clarke (* 1949), kanadischer Eishockeyspieler
- Brandon Clarke (Schachspieler) (* 1995), englischer Schachspieler
- Brandon Clarke (Basketballspieler) (* 1996), kanadisch-US-amerikanischer Basketballspieler
- Brenda Clarke (1917–2012), südafrikanische Botanikerin und botanische Illustratorin
- Brian Clarke (Künstler) (1953–2025), britischer Bildender Künstler
- Brian Clarke (Fußballspieler) (* 1968), englischer Fußballspieler
- Brian Patrick Clarke (* 1952), US-amerikanischer Schauspieler
- Bruce C. Clarke (1901–1988), US-amerikanischer Offizier, General der US Army
- Bryan Clarke (1932–2014), britischer Genetiker und Evolutionsbiologe
- William Buck Clarke (1933–1988), US-amerikanischer Perkussionist

### C
- Caitlin Clarke (1952–2004), US-amerikanische Theater- und Filmschauspielerin
- Caleb Clarke (* 1999), neuseeländischer Rugby-Union-Spieler
- Cam Clarke (* 1957), US-amerikanischer Synchronsprecher und Schauspieler
- Charles Clarke (Politiker) (* 1950), britischer Politiker
- Charles Baron Clarke (1832–1906), englischer Botaniker
- Charles E. Clarke (1790–1863), US-amerikanischer Jurist und Politiker
- Charles G. Clarke (1899–1983), US-amerikanischer Kameramann
- Charles Kirk Clarke (1857–1924), kanadischer Psychiater
- Charles Mansfield Clarke (1839–1932), britischer Offizier und Gouverneur von Malta
- Charles Noble Arden-Clarke (1898–1962), britischer Kolonialverwalter
- Cheavon Clarke (* 1990), britischer Boxer
- Christopher Clarke (* 1990), britischer Leichtathlet
- Clifford Clarke (Fußballspieler), nigerianischer Fußballspieler
- Clive Clarke (* 1980), irischer Fußballspieler
- Colin Clarke (* 1962), nordirischer Fußballspieler
- Coniah Boyce-Clarke (* 2003), englisch-jamaikanischer Fußballspieler
- Crystal Clarke, US-amerikanische Schauspielerin
- Cyril Clarke (1907–2000), britischer Arzt, Genetiker und Lepidopterologe

### D
- Dan Clarke (Filmproduzent), Filmproduzent
- Dan Clarke (Rennfahrer) (* 1983), britischer Rennfahrer
- Darren Clarke (Golfspieler) (* 1968), nordirischer Golfspieler
- Darren Clarke (Snookerspieler) (* 1970), englischer Snookerspieler
- Darren Clarke (Baseballspieler) (* 1981), US-amerikanischer Baseballspieler
- Dave Clarke (* 1968), englischer Musikproduzent und DJ
- Davian Clarke (* 1976), jamaikanischer Leichtathlet
- David Clarke (Schauspieler) (1908–2004), US-amerikanischer Schauspieler
- David Clarke (Rennfahrer) (1929–2002), britischer Autorennfahrer
- David Clarke (Leichtathlet) (* 1958), britischer Langstreckenläufer
- David Clarke (Radsportler) (*  1979), britischer Radrennfahrer
- David Clarke (Eishockeyspieler) (* 1981), britischer Eishockeyspieler
- David A. Clarke (* 1956), US-amerikanischer Sheriff
- David Leonard Clarke (1937–1976), britischer Prähistoriker
- David Michael Clarke (* 1969), britischer Künstler
- Debbie Clarke (* 1983), walisische Sängerin
- Debbie Clarke (Schwimmerin) (* 1961), kanadische Schwimmerin
- Derek Clarke (Leichtathlet) (1937–1997), britischer Zehnkämpfer
- Derek Clarke (Fußballspieler) (* 1950), englischer Fußballspieler
- Dick Clarke, US-amerikanischer Trompeter
- Don Clarke (1933–2002), neuseeländischer Rugby-Union-Spieler
- Don Clarke (Komiker) (* 1956), britisch-deutscher Comedian und Moderator
- Dorothy Clotelle Clarke (1908–1992), US-amerikanische Romanistin
- Douglas Clarke (1893–1962), englischer Musiker, Komponist, Dirigent und Musikpädagoge

### E
- Eddie Clarke (1950–2018), britischer Gitarrist
- Edgerton Roland Clarke (1929–2025), jamaikanischer Geistlicher, Erzbischof von Kingston
- Edith Clarke (1883–1959), US-amerikanische Ingenieurin und Hochschullehrerin
- Edmund M. Clarke (1945–2020), US-amerikanischer Informatiker
- Édouard Clarke (1867–1917), kanadischer Organist und Pianist
- Edward Clarke (1850–1905), kanadischer Journalist und Politiker, Bürgermeister von Toronto
- Edward Daniel Clarke (1769–1822), britischer Mineraloge
- Edward Hedrick Clarke (1939–2013), US-amerikanischer Ökonom, s. Vickrey-Clarke-Groves-Mechanismus
- Eldece Clarke-Lewis (* 1965), bahamaische Sprinterin
- Elizabeth Clarke (ca. 1565–1645), Opfer der Hexenverfolgung in England
- Ellis Clarke (1917–2010), Politiker aus Trinidad und Tobago, Präsident 1976 bis 1987
- Emilia Clarke (* 1986), britische Schauspielerin
- Emmy Clarke (eigentlich Mary Elizabeth Clarke; * 1991), US-amerikanische Schauspielerin
- Eric Clarke (Politiker) (* 1933), schottischer Politiker
- Eric Clarke (Musikwissenschaftler) (* 1955), britischer Musikwissenschaftler
- Eric Clarke (Musiker) (Fish; * um 1960), jamaikanischer Musiker
- Eroni Clarke (* 1968), neuseeländischer Rugby-Union-Spieler
- Everton Clarke (* 1992), jamaikanischer Leichtathlet

### F
- F. R. C. Clarke (1931–2009), kanadischer Organist, Chorleiter, Komponist und Musikpädagoge
- Floyd I. Clarke (* 1942), US-amerikanischer Regierungsbeamter
- Frank Clarke (Schauspieler) (1898–1948), US-amerikanischer Schauspieler
- Frank Clarke (Filmeditor) (1915–2002), britischer Filmeditor
- Frank Clarke (Fußballspieler) (Frank James Clarke; 1942–2022), englischer Fußballspieler
- Frank Clarke (Jurist) (* 1951), irischer Richter
- Frank Clarke (Regisseur) (* 1956), britischer Regisseur
- Frank Gay Clarke (1850–1901), US-amerikanischer Politiker
- Frank Wigglesworth Clarke (1847–1931), US-amerikanischer Geologe und Chemiker
- Frazer Clarke (* 1991), britischer Boxer
- Fred Clarke (1872–1960), US-amerikanischer Baseballspieler
- Frederick J. Clarke (1915–2002), US-amerikanischer Generalleutnant
- Freeman Clarke (1809–1887), US-amerikanischer Politiker

### G
- George Clarke (Gouverneur) (1676–1760), britischer Kolonialgouverneur
- George Clarke (Fußballspieler, 1894) (1894–1960), englischer Fußballspieler
- George Clarke (Fußballspieler, 1900) (1900–1977), englischer Fußballspieler
- George Clarke (Fußballspieler, 1902) (1902–??), englischer Fußballspieler
- George Clarke (Saxophonist) (1911–1985), amerikanischer Jazzsaxophonist
- George Clarke (Fußballspieler, 1921) (1921–2011), englischer Fußballspieler
- George Clarke (Architekt) (* 1974), britischer Architekt, Moderator und Schriftsteller
- George Elliott Clarke (* 1960), kanadischer Literaturwissenschaftler
- George Somers Clarke (1825–1882), britischer Architekt
- George Sydenham Clarke, 1. Baron Sydenham of Combe (1848–1933), britischer Offizier und Kolonialgouverneur
- George Thomas Smith-Clarke (1884–1960), britischer Ingenieur
- George W. Clarke (1852–1936), US-amerikanischer Politiker
- Georgie Clarke (* 1984), australische Leichtathletin
- Gerald Clarke (Autor) (* 1937), US-amerikanischer Autor
- Gerald Clarke (Künstler) (* 1967), US-amerikanischer Künstler
- Gilby Clarke (* 1962), US-amerikanischer Gitarrist
- Gilmore David Clarke (1892–1982), US-amerikanischer Bauingenieur und Landschaftsarchitekt
- Glenn Clarke (* 1963), australischer Radrennfahrer
- Graeme Wilber Clarke (1934–2023), neuseeländischer klassischer Archäologe

### H
- Hallie Clarke (* 2004), kanadische Skeletonpilotin
- Hana-Rawhiti Maipi-Clarke (* 2002), neuseeländische Politikerin
- Hans Thacher Clarke (1887–1972), britisch-US-amerikanischer Chemiker
- Hansen Clarke (* 1957), US-amerikanischer Politiker
- Harold Clarke (1888–1969), britischer Wasserspringer

- Harry Clarke (Fußballspieler, 1875) (1875–??), englischer Fußballspieler
- Harry Clarke (1889–1931), irischer Glasmaler und Buchillustrator
- Harry Clarke (Fußballspieler, 1921) (1921–2015), englischer Fußballspieler
- Harry Clarke (Fußballspieler, 1923) (1923–2000), englischer Fußballspieler
- Harry Clarke (Fußballspieler, 1960) (* 1960), englischer Fußballspieler
- Harry Clarke (Fußballspieler, 2001) (* 2001), englischer Fußballspieler
- Helen Clarke (* 1971), neuseeländische Hockeyspielerin
- Helen A. Clarke (1960–1926), US-amerikanische Autorin, Herausgeberin, Lyrikerin und Komponistin
- Henri Clarke d’Hunebourg (1765–1818), französischer General und Staatsmann
- Henri-Jacques-Guillaume Clarke (1765–1818), französischer General und Staatsmann irischer Abstammung
- Henry Clarke (Rennfahrer) (* 1989), US-amerikanischer Rennfahrer
- Henry Butler Clarke (1863–1904), britischer Historiker, Romanist und Hispanist
- Henry Joseph Clarke (1833–1889), kanadischer Politiker
- Henry Stephen Clarke (um 1837–1889), britischer Unternehmer
- Herbert L. Clarke (1867–1945), US-amerikanischer Kornettist und Komponist
- Hilton Clarke (* 1979), australischer Radrennfahrer
- Hugh Archibald Clarke (1839–1927), kanadischer Komponist

### I
- Ian Clarke (Rugbyspieler) (1931–1997), neuseeländischer Rugby-Union-Spieler
- Ian Clarke (Informatiker) (* 1977), irischer Informatiker
- Ike Clarke (1915–2002), englischer Fußballspieler und -trainer
- Isabel C. Clarke (1869–1951), US-amerikanische Schriftstellerin

### J
- Jack Clarke (Rugbyspieler) (* 1968), irischer Rugbyspieler
- Jack Clarke (Rennfahrer) (* 1988), britischer Rennfahrer
- Jack Clarke (Fußballspieler) (* 2000), englischer Fußballspieler
- Jacob August Lockhart Clarke (1817–1880), britischer Anatom, Physiologe und Neurologe
- Jake Clarke-Salter (* 1997), englischer Fußballspieler
- James Clarke (Politiker) (1812–1850), US-amerikanischer Politiker (Iowa)
- James Clarke (Ruderer) (* 1984), britischer Ruderer
- James Freeman Clarke (1810–1888), US-amerikanischer Prediger
- James M. Clarke (1917–1999), US-amerikanischer Politiker
- James Paul Clarke (1854–1916), US-amerikanischer Politiker
- Jamie Rhys Clarke (* 1994), walisischer Snookerspieler
- Jason Clarke (Schauspieler) (* 1969), australischer Schauspieler
- Jason Clarke (Eishockeyspieler) (* 1973), kanadischer Eishockeyspieler und -trainer
- Jason Clarke (Schriftsteller) (* 1978), US-amerikanischer Schriftsteller
- Jason Clarke (Szenenbildner), kanadischer Szenenbildner
- Jay Clarke (* 1998), britischer Tennisspieler
- Jennifer Ward Clarke († 2015), britische Cellistin
- Jeremiah Clarke (um 1674–1704), britischer Komponist
- Jeremy Clarke (Politiker) (Jeremiah Clarke; 1605–1652), englischer Händler, Politiker und Offizier
- Jeremy Clarke (Dichter) (* 1962), britischer Dichter
- Jessica Clarke (* 1989), englische Fußballspielerin
- Jim Clarke (Tauzieher) (1874–1929), britischer Tauzieher
- Jim Clarke (Dartspieler), niederländischer Dartspieler
- Jim Clarke (Eishockeyspieler) (* 1954), kanadischer Eishockeyspieler
- Joan Clarke (1917–1996), britische Kryptoanalytikerin
- Joel Clarke-Khan (* 1999), britischer Hochspringer
- John Clarke (Geistlicher) (1609–1676), englischer Arzt, Baptistenprediger und Kolonialpolitiker
- John Clarke (Naturphilosoph) (1682–1757), englischer Naturphilosoph
- John Clarke (Gelehrter) (1687–1734), britischer Gelehrter und Bildungsreformer
- John Clarke (Mediziner) (1760–1815), britischer Geburtshelfer und Mediziner
- John Clarke (Speerwerfer) (* 1911), britischer Speerwerfer
- John Clarke (Schauspieler) (1931–2019), US-amerikanischer Schauspieler
- John Clarke (Segler) (1934–2022), kanadischer Segler
- John Clarke (Physiker) (* 1942), britischer Physiker
- John Clarke (Satiriker) (John Morrison Clarke; 1948–2017), neuseeländisch-australischer Satiriker, Schauspieler und Autor
- John Clarke (Marathonläufer) (fl. 1950), neuseeländischer Marathonläufer
- John Clarke (Rugbyspieler) (* 1975), samoanischer Rugby-Union-Spieler
- John Blades Clarke (1833–1911), US-amerikanischer Politiker
- John Creemer Clarke (1821–1895), britischer Politiker
- John D. Clarke (1873–1933), US-amerikanischer Politiker
- John Frederick Gates Clarke (1905–1990), britischer Entomologe
- John Hessin Clarke (1857–1945), US-amerikanischer Jurist
- John Hopkins Clarke (1789–1870), US-amerikanischer Politiker
- John Innes Clarke (1929–2018), britischer Geograph
- John Mason Clarke (1857–1925), US-amerikanischer Paläontologe
- Jonathan Clarke (* 1984), australischer Radrennfahrer
- Jonson Clarke-Harris (* 1994), englischer Fußballspieler
- Jonty Clarke (Jonathan Clarke; * 1981), britischer Hockeyspieler
- Jordan Clarke (* 1950), US-amerikanischer Schauspieler
- Joseph Clarke (* 1992), britischer Kanute
- Joseph Calvitt Clarke (1920–2004), US-amerikanischer Jurist
- Joseph Thacher Clarke (1856–1920), US-amerikanischer Archäologe und Geschäftsmann
- Josh Clarke (Leichtathlet) (* 1995), australischer Leichtathlet
- Josh Clarke (Fußballspieler) (* 2004), nordirischer Fußballtorhüter
- Judy Clarke (* um 1952), US-amerikanische Juristin
- Julian Clarke (* 1977), kanadischer Filmeditor
- Justin Clarke, eigentlicher Name von Ghetts (* 1984), englischer Grime-Rapper

### K
- Kacey Clarke (* 1988), britische Schauspielerin, Drehbuchautorin und Filmproduzentin
- Kalonji Clarke (* 2001), Fußballspieler von St. Kitts und Nevis
- Kathleen Clarke (1878–1972), irische Politikerin
- Kendra Clarke (* 1996), kanadische Leichtathletin
- Kenneth Clarke (* 1940), britischer Politiker
- Kenny Clarke (1914–1985), US-amerikanischer Schlagzeuger
- Kevin Clarke (* 1967), deutscher Musikwissenschaftler
- Kim Clarke (* 1954), US-amerikanische Jazzbassistin

### L
- Lacena Golding-Clarke (* 1975), jamaikanische Leichtathletin
- Lanece Clarke (* 1987), bahamaische Leichtathletin
- Leo Morris Clarke (1923–2006), australischer Altbischof von Maitland-Newcastle
- Leon Clarke (Footballspieler) (1933–2009), US-amerikanischer American-Football-Spieler
- Leon Clarke (Schiedsrichter) (* 1979), lucianischer Fußballschiedsrichter
- Leon Clarke (* 1985), englischer Fußballspieler
- Lerone Clarke (* 1981), jamaikanischer Leichtathlet
- Lilian Jane Clarke (1866–1934), britische Botanikerin
- Lindsay Clarke (* 1939), englischer Schriftsteller
- Louis Clarke (1901–1977), US-amerikanischer Leichtathlet
- Louis Colville Gray Clarke (1881–1960),  britischer Archäologe
- Lydia Clarke (1923–2018), US-amerikanische Schauspielerin und Fotografin

### M
- Mae Clarke (eigentlich Violet Mary Klotz; 1910–1992), US-amerikanische Schauspielerin
- Malcolm Clarke (Biologe) (Malcolm Roy Clarke; 1930–2013), britischer Biologe
- Malcolm Clarke (Komponist) (1943–2003), britischer Komponist
- Malcolm Clarke (Fußballspieler) (* 1944), schottischer Fußballspieler
- Malcolm Clarke (Produzent), englischer Filmproduzent
- Marcus Clarke (1846–1881), australischer Schriftsteller
- Margi Clarke (* 1954), englische Moderatorin und Schauspielerin
- Marian W. Clarke (1880–1953), US-amerikanische Politikerin
- Mark Clarke (Musiker) (* 1950), britischer Musiker
- Mark Clarke (Segler) (1950–2013), Segler von den Cayman Islands
- Martha Clarke (* 1944), US-amerikanische Choreografin
- Mary Clarke († 2015), britische Tanzkritikerin
- Mary Anne Clarke (1776–1852), englische Mätresse
- Mary Cowden Clarke (1809–1898),  britische Autorin und Literaturwissenschaftlerin
- Mary Elizabeth Clarke (1793–1883), britische Schriftstellerin und Salonnière, siehe Mary Elizabeth Mohl
- Mary Horgan Mowbray-Clarke (1874–1962), US-amerikanische Kunstkritikerin, Schriftstellerin, Verlegerin, Landschaftsarchitektin
- Mary Jane Clarke (1862–1910), englisch-britische Suffragette
- Matthew Clarke (* 1995), australischer Leichtathlet
- Matthew Clarke (Leichtathlet, 2000) (* 2000), barbadischer Leichtathlet
- Melinda Clarke (* 1969), US-amerikanische Schauspielerin
- Michael Clarke (Regisseur) (1919–2005), britischer Filmregisseur und Produzent
- Michael Clarke (Schlagzeuger) (1946–1993), US-amerikanischer Schlagzeuger
- Michael Clarke (Cricketspieler) (* 1981), australischer Cricketspieler
- Michael Clarke (Tennisspieler) (* 1990), Tennisspieler aus Trinidad und Tobago
- Michael Clarke (Eishockeyspieler) (* 1994), deutsch-kanadischer Eishockeyspieler
- Mike Clarke (Eishockeyspieler, 1953) (* 1953), kanadischer Eishockeyspieler
- Mike Clarke (Komponist), Komponist
- Mike Clarke (Eishockeyspieler, 1979) (* 1979), kanadisch-britischer Eishockeyspieler

### N
- Nathan Clarke (Fußballspieler) (* 1983), englischer Fußballspieler
- Nathan Clarke (Radsportler) (* 1978), australischer Radrennfahrer
- Nathan Clarke (Schauspieler) (* 1989), britischer Schauspieler und Synchronsprecher
- Nicholas Goodrick-Clarke (1953–2012), britischer Religionswissenschaftler
- Nick Clarke (1948–2006), britischer Journalist
- Noah Clarke (* 1979), US-amerikanischer Eishockeyspieler
- Noel Clarke (* 1975), britischer Schauspieler
- Norman Clarke (Bischof) (Norman Harry Clarke; 1892–1974), britischer Geistlicher, Bischof von Plymouth
- Norman Clarke (Physiker) (1916–2002), britischer Physiker und Politiker
- Norman Clarke (Fußballspieler) (Norman Samson Clarke; * 1942), nordirischer Fußballspieler

### O
- Oz Clarke (* 1949), britischer Schauspieler, Weinkritiker, Autor, TV- und Radio-Moderator

### P
- Pauline Clarke (1921–2013), englische Kinderbuchautorin
- Percy Selwyn-Clarke (1893–1976), britischer Kolonialgouverneur
- Pete Clarke (1911–1975), US-amerikanischer Jazzmusiker
- Peter Clarke (Künstler) (1929–2014), südafrikanischer Künstler, Illustrator, Dichter und Buchbinder
- Peter Clarke (Historiker) (* 1942), britischer Historiker
- Peter Clarke (Fußballspieler, 1949) (* 1949), englischer Fußballspieler
- Peter Clarke (Rennfahrer) († vor 2003), US-amerikanischer Automobilrennfahrer
- Peter Clarke (Tennisspieler) (* 1979), irischer Tennisspieler
- Peter Clarke (Fußballspieler, 1982) (* 1982), englischer Fußballspieler
- Peter B. Clarke (Peter Bernard Clarke; 1940–2011), britischer Religionswissenschaftler und Historiker
- Peter Edward Clarke, eigentlicher Name von Budgie (Schlagzeuger) (* 1957), britischer Schlagzeuger
- Peter Hugh Clarke (1933–2014), englischer Schachspieler und Autor
- Peter Sandys-Clarke (* 1981), britischer Schauspieler
- Philip Clarke (* 1960), britischer Manager

### R
- Reader W. Clarke (1812–1872), US-amerikanischer Politiker
- Rebecca Clarke (1886–1979), britische Komponistin
- Rebecca Clarke (Triathletin) (* 1988), neuseeländische Triathletin
- Rebecca Sophia Clarke (1833–1906), US-amerikanische Schriftstellerin
- Ricardo Clarke (* 1992), panamaischer Fußballspieler

- Richard Clarke (Schauspieler) (1930–2005), britischer Schauspieler
- Richard Clarke (* 1950), US-amerikanischer Sicherheitsberater
- Richard Clarke (Fußballspieler, 1979) (* 1979), nordirischer Fußballspieler
- Richard Clarke (Fußballspieler, 1985) (* 1985), nordirischer Fußballspieler
- Richard D. Clarke (* 1962), General der US-Army
- Richard Henry Clarke (1843–1906), US-amerikanischer Politiker
- Richard Lionel Clarke (* 1949), irischer Geistlicher, Erzbischof von Armagh
- Robin Clarke (Schauspieler) (* 1942), US-amerikanischer Schauspieler
- Robin Clarke (Ruderin) (* 1964), neuseeländische Ruderin
- Robin Clarke (Squashspieler) (* 1986), kanadischer Squashspieler
- Roger Clarke (1940–2014), jamaikanischer Politiker (PNP)
- Roger Clarke (Ornithologe) (Roger Geoffrey Clarke; 1952–2007), britischer Ornithologe
- Ron Clarke (Ronald William Clarke; 1937–2015), australischer Leichtathlet und Politiker
- Ronald Clarke (Badminton) (* um 1970), Badmintonspieler aus Trinidad and Tobago
- Ronald J. Clarke (* 1944), britischer Paläoanthropologe
- Ronald V. Clarke (* 1941), britisch-amerikanischer Psychologe und Kriminologe
- Roshawn Clarke (* 2004), jamaikanischer Leichtathlet
- Rosie Clarke (* 1991), englische Hindernisläuferin
- Ross Clarke (* 1993), nordirischer Fußballspieler
- Rotnei Clarke (* 1989), US-amerikanischer Basketballspieler
- Roy Clarke (Fußballspieler) (1925–2006), walisischer Fußballspieler
- Roy Clarke (Drehbuchautor) (* 1930), englischer Drehbuchautor
- Ruth Knüchel-Clarke (* 1959), deutsche Pathologin und Hochschullehrerin
- Ryan Clarke (* 1997), niederländischer Mittelstreckenläufer

### S
- Samuel Clarke (1675–1729), britischer Theologe und Philosoph
- Sarah Clarke (Verwaltungsbeamtin) (* 1965), britische Verwaltungsbeamtin (Lady Usher of the Black Rod)
- Sarah Clarke (* 1972), US-amerikanische Schauspielerin
- Seleno Clarke (1930–2017), US-amerikanischer Musiker
- Shaquan Clarke (* 2000), barbadischer Fußballspieler
- Sharon Clarke (Leichtathletin) (* 1963), kanadische Leichtathletin
- Sharon D. Clarke (* 1966), britische Schauspielerin und Sängerin
- Shelayna Oskan-Clarke (* 1990), britische Leichtathletin
- Shirley Clarke (1919–1997), US-amerikanische Regisseurin
- Sidney Clarke (1831–1909), US-amerikanischer Politiker
- Simon Clarke (Politiker) (* 1984), britischer Politiker der Konservativen Partei
- Simon Clarke (Soziologe) (1946–2022), britischer Soziologe
- Simon Clarke (* 1986), australischer Radrennfahrer
- Simone Clarke (* 1970), englische Tänzerin
- Somers Clarke (1841–1926), englischer Ägyptologe und Architekt
- Sorca Clarke, irischer Politiker
- Staley N. Clarke (1794–1860), US-amerikanischer Politiker
- Stanley Clarke (* 1951), US-amerikanischer Bassist
- Stanley E. Clarke III, (* um 1959), pensionierter Generalleutnant der US Air Force
- Stephen Clarke (* 1958), britischer Autor
- Stephen Clarke (Schwimmer) (* 1973), kanadischer Schwimmer
- Stephenson Robert Clarke (1862–1948), britischer Naturforscher und Großwildjäger
- Steve Clarke (Fußballspieler) (* 1963), schottischer Fußballspieler und -trainer
- Steve Clarke (Philosoph) (* 1964), australischer Philosoph
- Steve Clarke (Biathlet) (* 1990), britischer Biathlet
- Steven G. Clarke (* 1949), US-amerikanischer Biochemiker
- Summer Clarke (* 1995), kanadische Fußballspielerin
- Susanna Clarke (* 1959), britische Schriftstellerin

### T
- T. E. B. Clarke (1907–1989), britischer Drehbuchautor
- Tamicka Clarke (* 1980), bahamaische Sprinterin
- Terry Clarke (* 1944), kanadischer Jazzmusiker
- Thomas Clarke (Jurist) (1703–1764), britischer Jurist
- Thomas Clarke (Skeletonpilot) (1911–1969), britischer Skeletonpilot
- Thomas Clarke (Politiker) (* 1941), schottischer Politiker
- Thomas Clarke (Fußballspieler) (* 1989), britischer Fußballspieler
- Thomas Clarke (Radsportler) (* 1995), australischer Radsportler
- Thomas Ernest Bennett Clarke (1907–1989), britischer Drehbuchautor, siehe T. E. B. Clarke
- Thomas James Clarke (1858–1916), irischer Revolutionär
- Thomas Shields Clarke (1860–1920), US-amerikanischer Künstler
- Thomas Curtis Clarke (1827–1901), US-amerikanischer Ingenieur
- Thurmond Clarke (1902–1971), US-amerikanischer Jurist
- Tom Clarke (Drehbuchautor) (1918–1993), britischer Drehbuchautor
- Tom Clarke (Fußballspieler) (* 1987), britischer Fußballspieler
- Tony Clarke (Sänger) (1940–1971), US-amerikanischer Sänger
- Tony Clarke (Produzent) (1941–2010), britischer Musiker und Musikproduzent
- Tony Clarke (Autor) (1944–2024), kanadischer Autor und Bürgerrechtler
- Tony Clarke (Sportschütze) (* 1959), neuseeländischer Sportschütze
- Troy Clarke (1969–2013), australischer Australian-Football-Spieler

### V
- Vince Clarke (* 1960), englischer Popmusiker

### W
- Walter Clarke (1640–1714), britischer Kolonialpolitiker
- Warren Clarke (1947–2014), britischer Filmschaffender
- Wayne Clarke (* 1961), englischer Fußballspieler
- Will Clarke (Produzent), britischer Filmproduzent
- Will Clarke (Triathlet) (William Roger Clarke; * 1985), britischer Duathlet und Triathlet
- Will Clarke (Footballspieler) (William Clarke, Jr.; * 1991), US-amerikanischer American-Football-Spieler
- William Clarke (Politiker) (um 1623–1666), britischer Politiker
- William Clarke (Architekt) (1809–1889), schottischer Architekt
- William Clarke, 1. Baronet (1831–1897), australischer Viehzüchter, Politiker und Philanthrop
- William Clarke (Cricketspieler, 1798) (1798–1856), englischer Cricketspieler
- William Clarke (Cricketspieler, 1821) (1821–1893), englischer Cricketspieler
- William Clarke (Cricketspieler, 1846) (1846–1902), englischer Cricketspieler
- William Clarke (Cricketspieler, 1849) (1849–1935), englischer Cricketspieler
- William Clarke (Journalist) (1852–1901), britischer Journalist
- William Clarke (Musiker) (1951–1996), US-amerikanischer Bluesmusiker
- William Clarke (Radsportler) (* 1985), australischer Radsportler
- William Aurelius Clarke (1868–1940), kanadischer Politiker
- William Branwhite Clarke (1798–1878), englisch-australischer Geologe
- William Eagle Clarke (1853–1938), britischer Ornithologe
- William Eden Clarke (1863–1940), jamaikanischer Kolonialpolizist
- Winny Clarke (* 1988), kanadische Schauspielerin

### Y
- Yvette Clarke (* 1964), US-amerikanische Politikerin

### Z
- Zack Clarke (* 1988), US-amerikanischer Jazzmusiker